# ترفورست
ترفورست (به انگلیسی: Treforest) یک روستا در بریتانیا است که در روندا کنون تاو واقع شده‌است. ترفورست ۵٬۰۵۰ نفر جمعیت دارد.